# Samuel Last
Samuel Leopold Last (* 16. Februar 1902 in Brăila, Rumänien; † 13. Juni 1991) war ein österreichischer Neurologe.

## Leben und Tätigkeit
Last stammte aus einer jüdischen Familie. Sein Vater war österreichischer Staatsangehöriger, seine Mutter, Tochter russischer Immigranten, war in Frankreich ausgebildet worden. Nach dem Ausbruch des Ersten Weltkriegs interniert, emigrierte die Familie schließlich nach Berlin. Samuel Last bestand im März 1921 die Reifeprüfung. Danach studierte er Medizin in Heidelberg, Wien, Paris und Berlin. 1928 wurde er in Berlin mit einer Arbeit über die luetische Pupillenstörung zum Dr. med. promoviert. In den folgenden Jahren wurde Last als Praktikant und Volontär an der II. Medizinischen Universitätsklinik der Berliner Charité beschäftigt. Am 1. Dezember 1929 folgte seine Bestallung als planmäßiger Assistenzarzt in der Bonner Nervenklinik.
Kurz nach dem Machtantritt der Nationalsozialisten im Frühjahr 1933 wurde Last im Februar 1933 von der Bonner Nervenklinik beurlaubt. Am 16. März 1933 bat er – hierzu von der Leitung der Klinik aufgefordert – um seine Entlassung. In der Folge schied er am 30. Juni 1933 aus der Nervenklinik aus. Er ging daraufhin in die Emigration nach Großbritannien, wo er im Oktober 1934 am Royal College Edinburgh das englische medizinische Examen bestand.
1935 erhielt Last eine Stellung an der Städtischen Heilanstalt für Geisteskranke in Cardiff. 1936 wechselte er auf eine Assistentenstelle in einer ähnlichen Einrichtung in Northampton. Von 1937 bis 1939 war Last dann der Erste Assistent und anschließend bis 1951 als Oberarzt am Runwell Mental Hospital in Wickford tätig.
In Deutschland wurde Last derweil von den nationalsozialistischen Polizeiorganen als Staatsfeind eingestuft. Im Frühjahr 1940 wurde er vom Reichssicherheitshauptamt auf die Sonderfahndungsliste G.B. gesetzt, ein Verzeichnis von Personen, die im Falle einer erfolgreichen Invasion und Besetzung der britischen Insel durch die Wehrmacht von den Besatzungstruppen nachfolgenden Sonderkommandos der SS mit besonderer Priorität ausfindig gemacht und verhaftet werden sollten.
1951 wurde Last leitender Arzt des St. John’s Hospital in Stone, Buckinghamshire. 1953 wechselte er als Abteilungsleiter ans London Hospital, wo er bis zu seiner Pensionierung blieb. In Deutschland wurde Last 1956 im Rahmen der Wiedergutmachung zum außerplanmäßigen Professor ernannt.

## Schriften
- Die Frühdiagnose der luetischen Pupillenstörung mit dem Hess’schen Differentialpupilloskop. 1928 (Dissertation).